# نقطه مک‌برنی
نقطه مک‌برنی (به انگلیسی: McBurney's point) نقطه‌ای در محدوده سمت راست و پایین شکم است که محل دقیق محل نقطه‌ای است که بین دوسوم داخلی و یک‌سوم خارجی خطی است که آسیس را به ناف وصل می‌کند. زیر این نقطه محلی است که در بیشتر موارد قاعده آپاندیس به سکوم وصل می‌شود. اهمیت بالینی آن در تشخیص آپاندیسیت است که معمولاً تمرکز درد در بیشتر موارد در این قسمت است..

## نشانه‌های بالینی

محل معمول قرارگیری آپاندیس

حساسیت در لمس این نقطه را علامت مک‌برنی گویند که می‌تواند یکی از نشانه‌های آپاندیسیت حاد باشد.

## تاریخچه
چارلز مک‌برنی جراح آمریکایی (۱۹۱۳-۱۸۴۵) با توصیف این علامت این نقطه را به نام خود نامگذاری کرد.

## مطالب بیشتر
- آپاندیسیت حاد